# Оукборо (Северна Каролина)
Оукборо (енгл. Oakboro) град је у америчкој савезној држави Северна Каролина.

## Демографија
По попису из 2010. године број становника је 1.859, што је 661 (55,2%) становника више него 2000. године.
| Група             | 2000.       | 2010.         |
| Белци             | 897 (74,9%) | 1.438 (77,4%) |
| Афроамериканци    | 236 (19,7%) | 240 (12,9%)   |
| Азијати           | 4 (0,3%)    | 7 (0,4%)      |
| Хиспаноамериканци | 41 (3,4%)   | 146 (7,9%)    |
| Укупно            | 1.198       | 1.859         |